# دغموس باروني
دغموس باروني (الاسم العلمي:Cytinus baronii) هو نوع من النباتات يتبع جنس الدغموس من الفصيلة الدغموسية. سمي هذا النوع نسبةً إلى عالم النبات البريطاني ريتشارد بارون.